# Spor o Morskie Oko

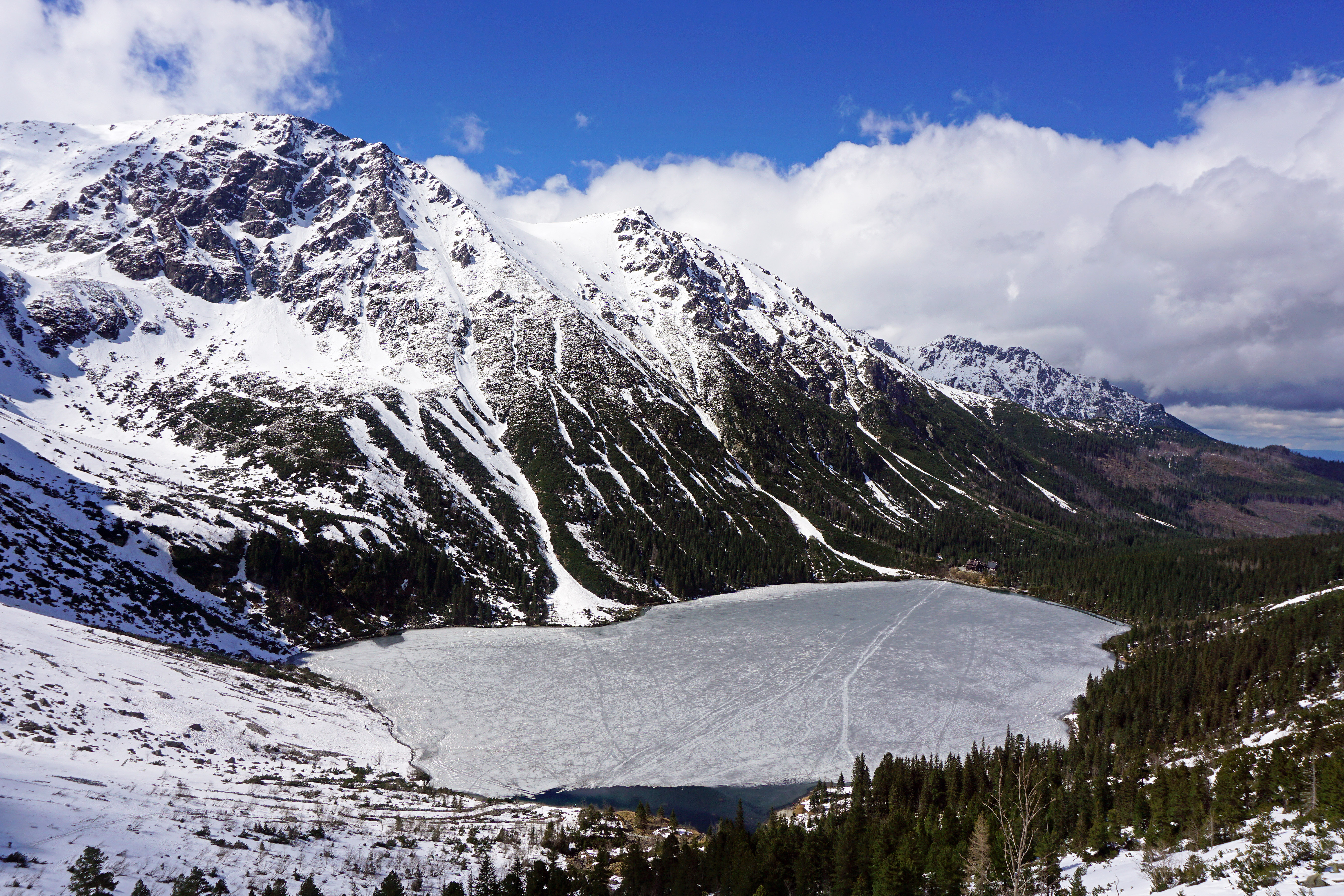
Pohled na Morskie Oko od Černého plesa

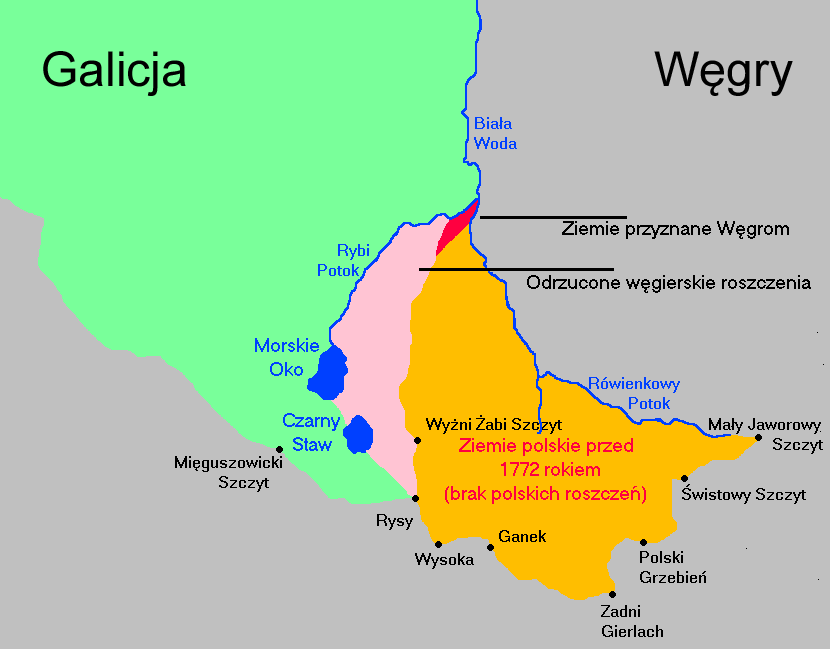
Mapa sporného území

Spor o Morskie Oko byl územní spor mezi Uherskem a rakouskou korunní zemí Halič o oblast kolem plesa Morskie Oko a Doliny Rybího potoka, jehož počátek se datuje ke konci 16. století a který arbitrážní soud rozhodl v roce 1902 ve prospěch Rakouska.

## Historie sporu

### Polský pohled
Počátky sporu sahají do 16. století, kdy se týkal zejména Podhale. Se zvýšením turistického zájmu o Tatry v 19. století se však spor postupně přesunul na jejich území. Jádro sporu spočívalo v nepřesném vymezení soukromých pozemků po obou stranách hranice.
V Tatrách probíhala rakousko-uherská hranice korytem řeky Bílá voda a dále na Polský hřeben.
Nárůst polského, ale i uherského zájmu o Tatry v této části však způsobily zvýšenou potřebu přesného vymezení hranice i v neobydlených částech Tater. Poprvé se objevil spor o toto území v roce 1575, kdy majitel Nedecký panství Albert Laski začal požadovat část polského starostenství Nový Targ mezi řekami Belá (Białka) a Lesnica. Nárok na toto území potvrdil v roce 1634 i další majitel nedeckého panství, J. Horváth-Paločaj. Uherské nároky se znovu objevily v roce 1769, kdy Uhersko žádalo přesunutí hranice z řeky Bílá Voda na Rybí potok, přičemž však nespecifikovalo další průběh hranice v Dolině Rybího potoka. Po prvním dělení Polska se do Uher včlenilo území Spišského starostenství, ostatní území, které připadlo při tomto dělení Rakousku, bylo začleněno do Haliče. Na počátku 19. století byla z neznámých důvodů hranice přesunuta na linii vrcholů Rysů, Žabí hřeben (Velký Žabí štít, Nižný Žabí štít, Sedem granátov) až po ústí Rybího potoka do Bílé vody.

### Slovenský pohled
Původní hranice mezi uherském a Polskem vedla z Rysů od Čierneho plesa pod Rysami, které v té době patřilo ještě Uhersku, korytem Rybího potoka vlévající se do Morskieho Oka, dále středem Morskieho Oka, které se v té době nazývalo Rybí pleso, a dále korytem Rybího potoka až po jeho ústí do Bílé vody. V roce 1831 rodina Paločajovců začala těžit dřevo po obou stranách Rybího potoka, jak bylo tehdy zvykem, čímž vypukl spor s vlastníky zakopanského panství. V roce 1858 byla hranice posunuta do středu Čierneho plesa pod Rysy, v Uhrách zůstala menší část Mořského oka, dále však hranice probíhala Rybím potokem až po jeho ústí. S nárůstem cestovního ruchu si však Poláci začali nárokovat celou Dolinu Rybího potoka. Spor byl proto odsunut na řešení před rozhodčí soud.
K nejvyšší intenzitě sporu došlo mezi lety 1890 – 1901, kdy vlastník pozemků na uherské straně hranice, pruský princ Christian Hohenlohe, začal nájezdy na haličskou stranu hranice, a také tam přivedl uherské četníky. Wladyslaw Zamojski byl nucen chránit si, z jeho pohledu, své území stejnými metodami.

## Rozhodčí soud
V roce 1901 rakouské a uherské orgány zřídily společně v rakouském Grazu Mezinárodní arbitrážní soud, jehož úkolem bylo rozřešení tohoto sporu a stanovení přesné hranice.
Rakousko zastupovali: Alexander Mniszek-Tchorznicki (soudce), Victor Korn (koreferent), profesor Oswald Balzer.
Uhersko zastupovali: Kálmán Lechoczky (rozhodčí), Lajos Laban (koreferent), Gyula Bölcs. Předsedou soudu byl prezident švýcarského spolkového soudu, Johann Winkler.
Haličská strana žádala potvrzení dosavadních hranic tj. z Rysů, přes Žabí hřeben a hřeben Sedmi granátů až po soutok Rybího potoka a Bílé vody. Uherská strana žádala potvrzení průběhu hranice z Rysů, přes Černé pleso pod Rysami, středem Morskieho Oka, korytem Rybího potoka až po jeho soutok s Bílou vodou. Soud i po návštěvě místa nakonec 13. září 1902 rozhodl o průběhu hranice tak, jak ji žádali Poláci resp. zástupci Haliče, přičemž Uhersku potvrdil jen malou část území při soutoku Rybího potoka a Bílé vody, kdy státní hranice přechází z hřebene Sedmi granátů do koryta Rybího potoka asi 700 metrů před jejich soutokem.

## Pokusy o změnu rozhodnutí
Po vynesení rozsudku podal ještě v roce 1907 žalobu kníže Hohenlohe proti Zamojskému, o přisouzení vlastnictví sporného území jemu, přičemž už ale nezpochybňoval Haličsko-uherskou hranici. Hohenlohe prohrál spor u všech soudů, i u Nejvyššího odvolacího soudu ve Vídni v roce 1909.
V roce 1902 Oswald Balzer a Alexander Mniszek-Tchorznicki obdrželi titul čestných občanů královského svobodného města Sanok za účinnou obranu polských zájmů – vítězství ve sporu s Uherskem o Morskie Oko.

## Současnost
Po rozpadu Rakousko-Uherska se v této části tato hranice stala hranicí mezi novými státy: Polskem a Československou republikou i přes další spory o další území Spiše severněji od Morskieho Oka.